# Distrito de Quiches
El distrito de Quiches es uno de los diez que conforman la Provincia de Sihuas, en el Departamento de Ancash, en la República del Perú. El jefe del gobierno es el alcalde distrital.

## Historia
Se fundó como estancia o hacienda ganadera entre 1620 y 1630 por el hacendado hispano - mestizo Juan Sánchez Morillos.
Fue creado como distrito mediante Ley N.º 1989 del 7 de octubre de 1914 y comprendía los pueblos de San Miguel, Chingalpo (pueblo fundador de la provincia de Pomabmba, en 1861), Acobamba, Huasco, Quiches y Ullulluco, así como las haciendas de Jocos y Jocosbamba. En tal fecha  formaba parte  de la provincia de Pomabamba, hasta que mediante Ley N.º 13485 del 9 de enero de 1961 fue creada la provincia de Sihuas con su capital, la ciudad de Sihuas, de la cual es distrito muy conocido.
El territorio del distrito de Quiches fue reducido al crearse el distrito de Alfonso Ugarte con su capital Ullulluco mediante Ley N.º 11893 del 27 de marzo de 1953, el distrito de Chingalpo mediante Ley N.º 13012 del 14 de junio de 1958, y del distrito de Acobamba mediante Ley N.º 14152 del 22 de junio de 1962.

## Toponimia
El nombre de Quiches proviene del arbusto de la zona quechua llamado «Quichi», conocido en el quechua de Áncash como kitsi, de fruto parecido al del manzano. que abunda en el lugar de Quichispampa.

## Caseríos
- Tinyayo
- Bolognesi
- Cóndor Cerro
- Jocosbamba
- Casablanca
- Miobamba

## Geografía
Tiene una extensión de 146,98 kilómetros cuadrados y una población aproximada de 2 809 habitantes.
Su capital ubicada a 3 012 m s. n. m. es la localidad de Quiches.
Ecoturismo:
Ordenanza Municipal N.º 16-2020-MPS, con Opinión del Ministerio de Cultura:
```
7) QUICHES: (Quiche=arbusto de la zona quechua)
```

Etimológicamente deriva de la planta “El quiche” que abunda en el lugar de Quichispampa.
- Caseríos: Cóndor Cerro, Miobamba, Jocosbamba, Casa Blanca y Tinyayo.
- Creado por Ley N.º 1989 del 7 de octubre de 1914.
- FESTIVIDAD RELIGIOSA: FIESTA PATRONAL; Santísima Virgen de la Natividad-8 de septiembre.
- LA SEMANA SANTA.
ECOTURISMO: Río Marañón
- La Cuenca del Río Ajtuy
- El Valle del Purhuay y Maraybamba en las riberas del río Marañón.
- El Río Marañón
- Cráter de Pachapashimín sobre Jocosbamba 
- DANZAS: “Caña Palla”, “Quillayay”, los Pastorcillos de Navidad declarado Patrimonio Cultural de la Nación el 23 de marzo de 2016 con la R.VM. N.º 030-2016-VMPCIC-MC.
- ESTAMPAS: La Cosecha de Tara
-SITIOS ARQUEOLÒGICOS:
Declarados Patrimonio Cultural de la Nación con RD N.º 248/INC del 28 de febrero del 2005:
- CIUDADELA DE LLAMA CORRAL - MARCA MARCA sobre San Isidro
```
 Sitio Arqueológico Llama Corral
 Sitio Arqueológico Puntajirca
 Sitio Arqueológico Santa Anita
 Sitio Arqueológico Rangra
 Sitio Arqueológico Cerro Rocash
```

- Puntirca o Ancuyllá sobre Cóndor Cerro y otros
SITIO HISTÓRICO: Capilla de Jocosbamba
ECOTURISMO: La Cuenca y  Cañón de Cañas desde 1700m.s.n.m. a 4370 m s. n. m.
SITIOS GEOGRÁFICOS: El Cráter de Pachapashimín en Jocosbamba.

## Festividades
Su fiesta patronal en honor a la Virgen de la Natividad se inicia el 8 de septiembre y termina el 20 de mismo mes.